# نيت بارجاتزي
نيثانيل «نيت» بارجاتزي (ولد في 25 مارس 1979) هو ممثل كوميدي أمريكي من مواليد ناشفيل، تينيسي. بدأ في «البوسطن» في مدينة نيويورك. اشتهر بتقديم عمله الخاص في كوميدي سنترال تقدم، وظهر عدة مرات في آخر الليل مع كونان أوبراين وبرنامج الليلة بطولة جيمي فالون.